# Phare d'Agay
Pour les articles homonymes, voir Agay (homonymie).
Le phare d'Agay  ou phare de la Baumette, bâti sur la pointe des Baumettes, est situé sur la commune de Saint-Raphaël dans le Var (France).
C'est une tour carrée avec un corps de logis en pierre de taille des carrières de Touris (La Valette) et briques des dépôts de Sainte-Maxime ou de l'usine de Saint-Henri à Marseille.
Un premier projet conçu en 1881 prévoyait la construction d'une tour cylindrique sur la maçonnerie existante de la batterie de la Baumette. 
Il bénéficie d'une rénovation en 1968.
Le phare est automatisé et télécontrôlé par la station de Porquerolles.

## Stèle commémorative
Une stèle y a été apposée en souvenir d'Antoine de Saint-Exupéry. En effet, le 31 juillet 1944, rejoignant son unité en Corse, il aurait survolé la demeure de son beau-frère, le comte d'Agay, située à proximité. Le phare serait alors le dernier édifice que le pilote aurait vu avant de disparaître aux commandes de son avion.